# 日本の地形レッドデータブック
『日本の地形レッドデータブック』（にほんのちけいレッドデータブック）は、現在破壊の危機にあり保存が求められる日本の地形についてまとめたデータブックである。

## 概要
一般的なレッドデータブック（絶滅のおそれのある野生生物について記載されたデータブック）の地形版である。「日本の地形レッドデータブック作成委員会」（代表：小泉武栄、事務局長：青木賢人）によってテーマ別にまとめられ、第1集「危機にある地形」が1994年1月に、第2集「保存すべき地形」が2002年3月に出版された。
委員会が独自に基準を定め、日本の自然を代表する地形のなかで破壊の危険があり保存が求められているものをリストアップしている。全国各地の約700の地形が写真または地図を用い、個別に特性や現状などについて簡潔に解説されている。

## 目的と作成
国土の改変や自然破壊によって貴重な地形が破壊されていることを危惧し、社会に対して警鐘を鳴らし、これ以上の破壊を防ぎたいとの思いから作成された。
作成にあたり、まず12名の地形学者からなる「日本の地形レッドデータブック作成委員会」が設けられ、ここで全体の方向性と手順、基準の選定が決められた。さらにこの12名が各地方の担当に分かれ、各都道府県に居住する地形学者に協力を頼んで調査を行った。具体的には現地調査とアンケート調査、協力者から提供された資料などをもとに作成されている。

## 選定基準
日本の地形のなかでも「日本の自然の特性」を代表する地形に限定しており、その特性ごとにⅠ～Ⅶの7つのカテゴリーに分けられている。それらの地形をそれぞれ①～④の4つの選定基準で分類し、保存状況によってA～Dのいずれかにランク付けしている。各選定基準については以下の通りである。
カテゴリー
- Ⅰ　変動地形－地殻変動が激しい。
- Ⅱ　火山地形－火山活動が盛んである。
- Ⅲ　河川の作用や風化・侵食によってできる地形－降水量の多さを反映して河川による浸食が活発である。
- Ⅳ　気候を反映した地形－温帯に位置するが、南北に長い列島であるため、気候の地域差が大きい。また氷河時代の痕跡が強く残されている。
- Ⅴ　海岸地形－周囲を海に囲まれ、波などによる浸食も活発である。また氷河時代以降の海面上昇の影響を強く受けている。
- Ⅵ　地質を反映した地形－地質が複雑である。
- Ⅶ　その他の重要な地形

選定基準
- ①　日本の自然を代表する典型的かつ希少、貴重な地形。
- ②　①に準じ、地形学の教育上重要な地形もしくは地形学の研究の進展に伴って新たに注目したほうがよいと考えられる地形。
- ③　多数存在するが、なかでも最も典型的な形態を示し、保存することが望ましい地形。
- ④　動物や植物などの生育地として重要な地形

保存状況
- A　現在の保存状況がよく、今後もその継続が求められる地形。
- B　現時点で低強度の破壊を受けている地形。今後、破壊が継続されれば、消滅が危惧される。
- C　現在著しく破壊されつつある地形。また、大規模開発計画などで破壊が危惧される地形。このランクに属する地形は現状のままでは消滅すると考えられるので、最も緊急な保全が要求される。
- D　重要な地形でありながら、すでに破壊され、現存しない地形。

## 指摘
全国規模の調査であるため人員不足になり、完全な精度とは言い切れない面がある。見落としや都道府県ごとの差も見られ、今後改善していくとしている。

## 影響
日本国内では学術団体の他にも、環境省や都道府県・市町村などの地方公共団体からレッドデータブックが発行されているが、地形について全国的に調査したものは他にない。環境省版は動植物についてまとめたものだが、地方版には地形や地質についてのデータをまとめているところもある。地方版の出版が始まったのは1995年であり、日本の地形レッドデータブックの発行は日本の地形に関するデータブックのさきがけ的存在であるといえる。実際に京都府は、京都府レッドデータブック作成にあたり日本の地形レッドデータブックをテキストとして学習している。